# Liste der türkischen Botschafter in Katar
Der Botschafter leitet die Botschaft in Doha.
| Ernennung Akkreditierung | Botschafter     | Bemerkung | Ministerpräsident der Türkei | Emir Katars                | Posten verlassen |
| ------------------------ | --------------- | --- | ---------------------------- | -------------------------- | ---------------- |
| 1980                     | Necati Utkan    | (* 1942 in Ankara) 1961: Abitur: St. Joseph High School (Istanbul), 1965: Studium der Politikwissenschaft Universität Ankara, 1965: Eintritt in den auswärtigen Dienst, 1990–1992 Botschafter in Bagdad, 1992–1996: Botschafter in Tokio, 1996–1997: Präsident des Türkischen Präsidiums für Internationale Kooperation und Koordination, 1997–1999: Ministerialdirigent der Öffentlichkeitsarbeit, 4. Feb. 1999 – 27. Nov. 2004: Botschafter in Rom, ständiger Vertreter bei der Ernährungs- und Landwirtschaftsorganisation der Vereinten Nationen, 2007: Versetzung in den Ruhestand. | Bülent Ulusu                 | Khalifa bin Hamad Al Thani | 1981             |
| 1981                     | Hasan Üner      | 1975–1980: Generalkonsul in West-Berlin, 1. Aug. 1978 – 29. Juli 1981: Botschafter in Canberra, 1. Dezember 1986-1. Sep. 1989: Botschafter in Nairobi, The Economic Impact of the Outflow of High-Level Manpower From Turkey to the United States, Unpublished master thesis | Bülent Ulusu                 | Khalifa bin Hamad Al Thani | 1983             |
| 1983                     | Üstün Dinçmen   | Ehemann von Filiz Dinçmen | Turgut Özal                  | Khalifa bin Hamad Al Thani | 1986             |
| 1986                     | Ergun Sav       | (* 1. Januar 1933 in Dörtyol) Bruder von Atilla Sav, Abitur: Ankara Atatürk Lisesi, Studium der Rechtswissenschaft Ankara Üniversitesi Dil ve Tarih-Coğrafya Fakültesi, 1960: Master der Theaterwissenschaft, 1960–1961: Studium an der Central School of Speech and Drama in London, 1962: Eintritt in den auswärtigen Dienst, 1986–1989: Botschafter in Doha, 1. Dez. 1989 – 19. Nov. 1991: Botschafter in Brasilia, 31. Mai 1995-18. Sep. 1996: Botschafter in Lissabon, 1998: Versetzung in den Ruhestand. | Turgut Özal                  | Khalifa bin Hamad Al Thani | 1989             |
| 1989                     | Erdoğan Aytun   | 1974: Leiter der Abteilung bilaterale Verträge, 1982: Gesandtschaftsrat in Rom, 1989: Botschafter in Kuwait-Stadt, 26. April 1994 – 19. Dezember 1996: Botschafter in Taschkent. | Yıldırım Akbulut             | Khalifa bin Hamad Al Thani | 1993             |
| 1993                     | Selçuk Tarlan   | 1963: Gesandtschaftssekretär zweiter Klasse beim UN-Hauptquartier, 1981: Gesandtschaftsrat in Wien, 30. Dezember 1985: Generalkonsul in Houston, | Tansu Çiller                 | Khalifa bin Hamad Al Thani | 1998             |
| 1998                     | Uğur Ergun      | 1985: Gesandtschaftsrat in London, 1992: Gesandtschaftsrat in Washington, D.C., 1. Juni 2005 – 25. Juni 2008: Botschafter in Wellington | Mesut Yılmaz                 | Hamad bin Chalifa Al Thani | 2002             |
| 2002                     | Oya Tuzcuoğlu   | (* 1948 in Eskişehir). Abitur: TED Ankara College Foundation Schools, 1970: Studium der Politikwissenschaft an der Universität Ankara, 1975: Eintritt in den auswärtigen Dienst, 1999–2002: Vertreterin bei der International Civil Aviation Organization, 2002–2004: Botschafterin in Doha, 2004–2008: erste Zeremonienmeisterin, 2008–30. März 2010: Botschafterin in Budapest, 15. Juli 2010-September 2012: Vertreterin bei der International Civil Aviation Organization. | Abdullah Gül                 | Hamad bin Chalifa Al Thani | 2004             |
| 2004                     | Naci Sarıbaş    | (* 1949 in Ankara) 1966 Abitur TED Ankara College Foundation Schools, Studium der Wirtschafts- und Verwaltungswissenschaft, Gazi Üniversitesi İktisadi ve İdari Bilimler Fakültesi, 1972: Eintritt in den Dienst des Handelsministeriums, 1979: Eintritt in den auswärtigen Dienst, 2005–2007 Botschafter in Doha, 2007–2009: Leitung der Abteilung Europa, 2009–2011: Ständiger Vertreter bei der OSZE in Wien, 2011–2013: Botschafter in Seoul, Südkorea. | Recep Tayyip Erdoğan         | Hamad bin Chalifa Al Thani | 2006             |
| 15. Jan. 2007            | Mithat Rende    | In Brüssel zwischen 2005 und 2008 bei der Energiecharta-Konferenz für Handel und Transit. | Recep Tayyip Erdoğan         | Hamad bin Chalifa Al Thani | 13. Nov. 2009    |
| 15. Nov. 2009            | Hakkı Emre Yunt | (* 1962 in Ankara) Abitur: TED Ankara College Foundation Schools, Studium Wirtschafts- und Verwaltungswissenschaft Technische Universität des Nahen Ostens, 1985: Eintritt in den auswärtigen Dienst, in Nordnikosia, 1986–1987: Türkische Streitkräfte, 1988: Attaché in Chicago, 1991: Gesandtschaftssekretär dritter Klasse in Teheran, 1993: Gesandtschaftssekretär zweiter Klasse in der Personalabteilung, 1995: Gesandtschaftssekretär erster Klasse in Washington, D.C., 1999: Gesandtschaftsrat im Liegenschaftswesen, 2001: Gesandtschaftsrat in Peking, 2005: Gesandtschaftsrat erster Klasse bei der Mission beim Europaparlament in Brüssel, 2006-November 2009: Leiter der Abteilung Europa, 15. November 2009: Botschafter in Doha.                                                                         | Recep Tayyip Erdoğan         | Hamad bin Chalifa Al Thani | 15. Sep. 2013    |
| 10. Jan. 2013            | Ahmet Demirok   | (* 21. August 1970 in Kulu (Konya)) Abitur: Kulu High School, 1992: Studium der Wirtschafts-/Verwaltungswissenschaft an der Technischen Universität des Nahen Ostens, 1993: Eintritt in den auswärtigen Dienst, 1994–1995: Türkische Streitkräfte, 1995–1997: Gesandtschaftssekretär dritter Klasse in Ankara, 1997–1999 Vizekonsul am Generalkonsulat in Komotini, Griechenland, 1999–2002: Gesandtschaftssekretär zweiter Klasse in Canberra, 2002–2004: Gesandtschaftssekretär erster Klasse in der Abteilung mittlerer Osten, 2004–2006: Gesandtschaftssekretär erster Klasse in Bratislava, 2006–2008: Gesandtschaftsrat im Vienna International Centre, 2008–2010: Sonderberater von Ali Babacan und Ahmet Davutoğlu, 2010–2013: Generalkonsul in London, 10. Januar 2013: Ernennung zum Botschafter in Doha, Katar. | Recep Tayyip Erdoğan         | Tamim bin Hamad Al Thani   |                  |